# Grammia superba
Grammia superba är en fjärilsart som beskrevs av Richard Harper Stretch 1874. Grammia superba ingår i släktet Grammia och familjen björnspinnare. Inga underarter finns listade i Catalogue of Life.